# Liriomyza maipuensis
Liriomyza maipuensis este o specie de muște din genul Liriomyza, familia Agromyzidae, descrisă de Mitsuhiro Sasakawa în anul 1994. Conform Catalogue of Life specia Liriomyza maipuensis nu are subspecii cunoscute.